# نظام مستضدات لويس
نظام مستضد لويس (بالإنجليزية: Lewis antigen system)‏ يكون عبارة عن نظام مجموعة دم عند الإنسان يتعمد على مورثات موجودة على الصبغي 19 q13.3, (fut2) و (fut3)19p13.3 , الذي يحتويان على نشاط فيوسوسيترانسفيريز (fucosyltransferase)
. يوجد نوعان رئيسيان من مستضدات لويس ولويس أ ولويس ب، ويكونان ضمن المستضدات المتواجدة على خلية الدم الحمراء (بالإنجليزية: erythrocyte)‏. مستضدات لويس تكون مكونة من إفرازات غدة خارجية في النسيج الطلائي (بالإنجليزية: Exocrine epithelial secretions)‏ وفيما بعد تبدا تتكثف على خلية الدم الحمراء.
من الممكن ان يحمل الشخص كلا المتضيدين (لويس أ ولويس ب) وأيضا من الممكن ان لايحمل أي منهما. لكن الأكثر شيوعا هو عدم حمل لويس أ وحمل لويس ب. حمل المستضيدين معا يعتبر نادراً.
الرابط بين مجموعة الدم لويس والافرازات لمستضدات مجموعة الدم (ABO) كان أول مثال على التأير المتعدد للجين الإنساني. وجود فيوسويلاترانسفيريز (بالإنجليزية: Fucosyltransferase)‏ يحول لويس أ إلى لويس ب.الأشخاص الذين يحملون لويس أ عادةً لا يفرزون المستضد A و B و H (بالإنجليزية: ABO blood group system)‏ ووجود لويس ب يجعل الشض مفرزاً. الشخص الذي لا يحمل مستضدات لويس يمكن أن يكون مفرزًا أو ليس مفرزًا.

## وصلات خارجية
- Lewis at BGMUT Blood Group Antigen Gene Mutation Database at المركز الوطني لمعلومات التقانة الحيوية، معاهد الصحة الوطنية الأمريكية
- http://www.right4eu.us/Lewisgroup.html